# Okavango
Pour les articles homonymes, voir Okavango (homonymie).
L'Okavango, Okawango, Cubango ou Kubango est le troisième cours d'eau d'Afrique australe par sa longueur (entre 1 600 et 1 800 km). Il prend sa source près de la ville de Huambo en Angola central, avant de traverser la Namibie pour atteindre le Botswana. Les eaux de l'Okavango ont la particularité de ne jamais rejoindre l'océan,. Le cours du fleuve s'achève par le vaste delta de l'Okavango dans le désert du Kalahari. Il s'agit d'un fleuve endoréique.

## Cours

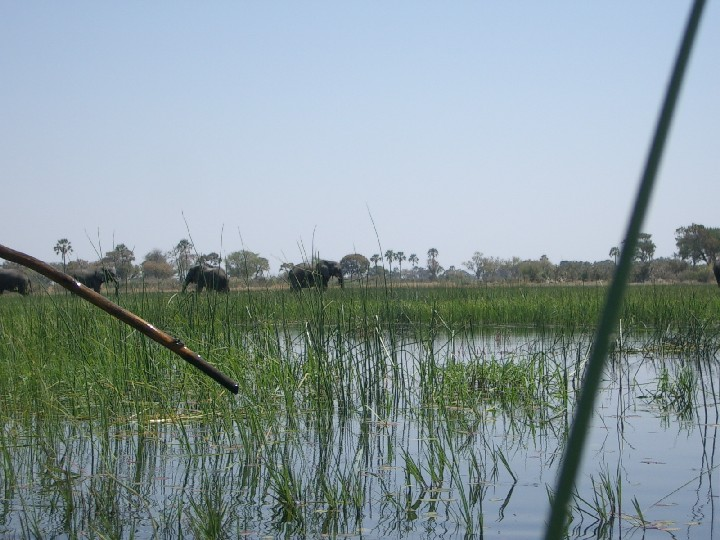
L'Okavango

Au-delà de l'étroite bande de Caprivi namibienne, la queue de poêle qui sépare le Botswana et l'Angola, le fleuve Okavango serpente parmi les vertes prairies inondables pour réduire quelque peu le désert du Kalahari au nord du Botswana. Entre deux fractures de l'écorce terrestre, ce couloir conduit à une dépression où « le fleuve qui ne trouve jamais la mer » s'étale ensuite.
D'un débit d'environ quinze milliards de mètres cubes annuels, ses eaux génèrent un gigantesque delta de 15 000 km2, formant un labyrinthe d'îles, de canaux et de lagunes. Cependant, les années de fort débit, une petite partie de l'eau rejoint le Zambèze via un de ses affluents, le Magwekwana. Le delta est inscrit depuis juin 2014 au patrimoine mondial de l'humanité.

## Transport de sédiments
Cette rivière transporte annuellement 28 000 tonnes de sédiment en suspension vers le delta de l'Okavango et un volume similaire de charge de fond (des sables éoliens tombés dans la rivière).

## Sanctuaire pour la faune

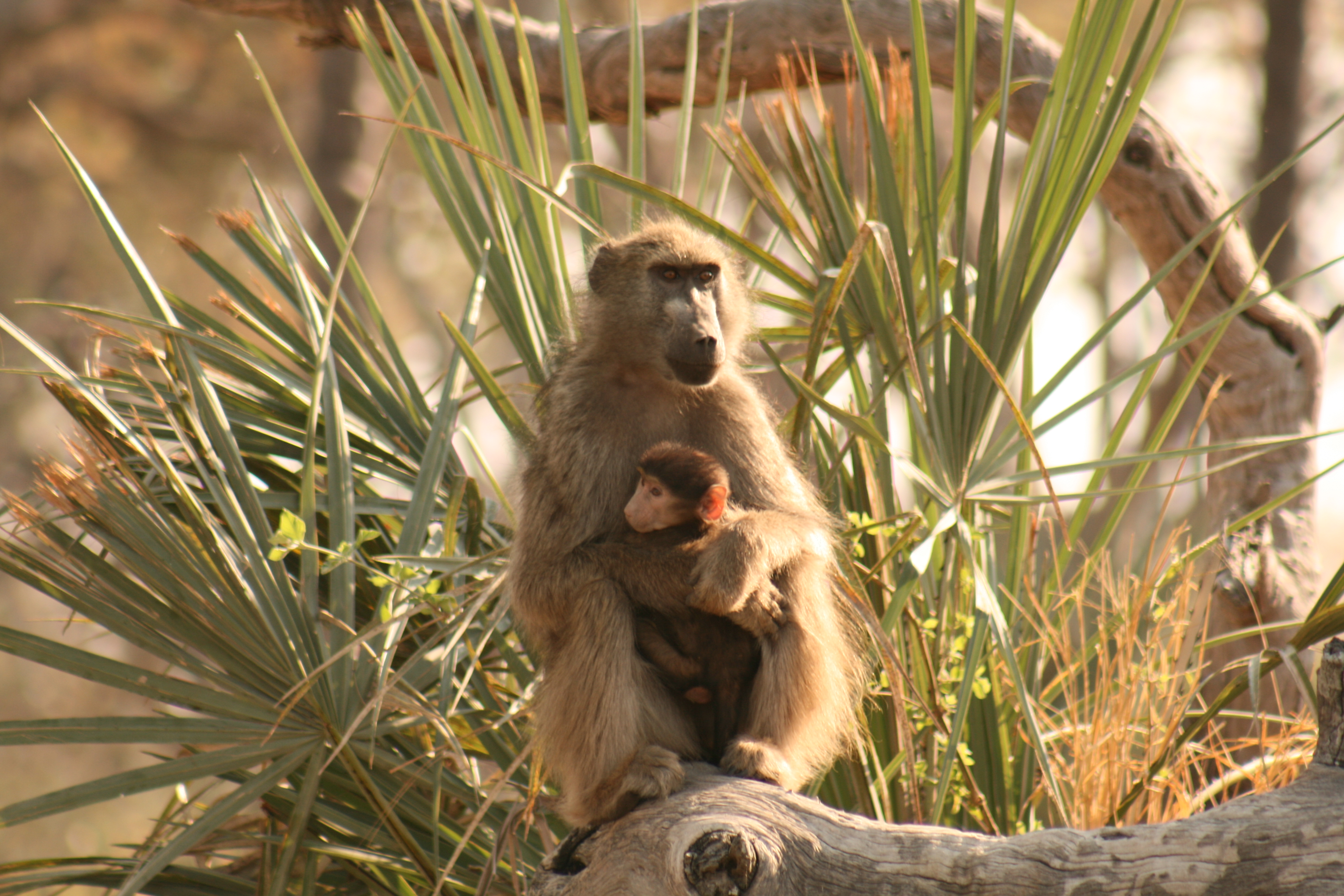
Jeune babouin de l'Okavango avec sa mère.

Cet espace est en partie la réserve de chasse de Moremi. Il est de toute première importance pour de nombreuses espèces d'oiseaux, de mammifères, de poissons, de reptiles, d'amphibiens et de végétaux. Dès que le delta rétrécit à la saison sèche, de mai à octobre, environ 200 000 grands animaux s'y concentrent : éléphants, lions, léopards, zèbres, gnous, gazelles, rhinocéros…

## Le choix de l'écotourisme
L'eau de l'Okavango pourrait faire l'objet de convoitises dans cette partie occidentale de l'Afrique australe assez aride. Les intérêts divergents, la difficulté à mener à bien des projets transnationaux à l'exemple des échecs répétés entre l'Angola et la Namibie, mais aussi les leviers de croissance prioritaires retenus dans chaque pays... ont repoussé sans doute durablement les menaces sur cet écosystème unique.
Le Botswana a d'ailleurs mis en œuvre une politique valorisant ce patrimoine unique par un accueil touristique haut-de-gamme dont les retombées profitent à la population sans porter atteinte au delta.

## Galerie de photos

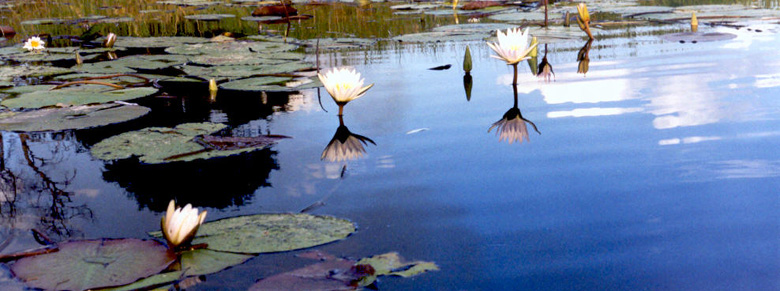
Végétation du delta de l'Okavango.
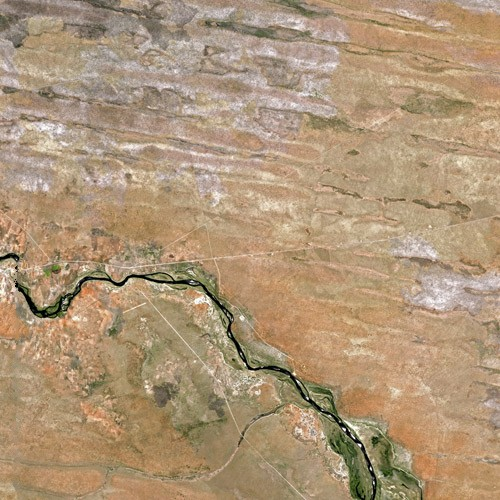
L'Okavango vu par le satellite SPOT.
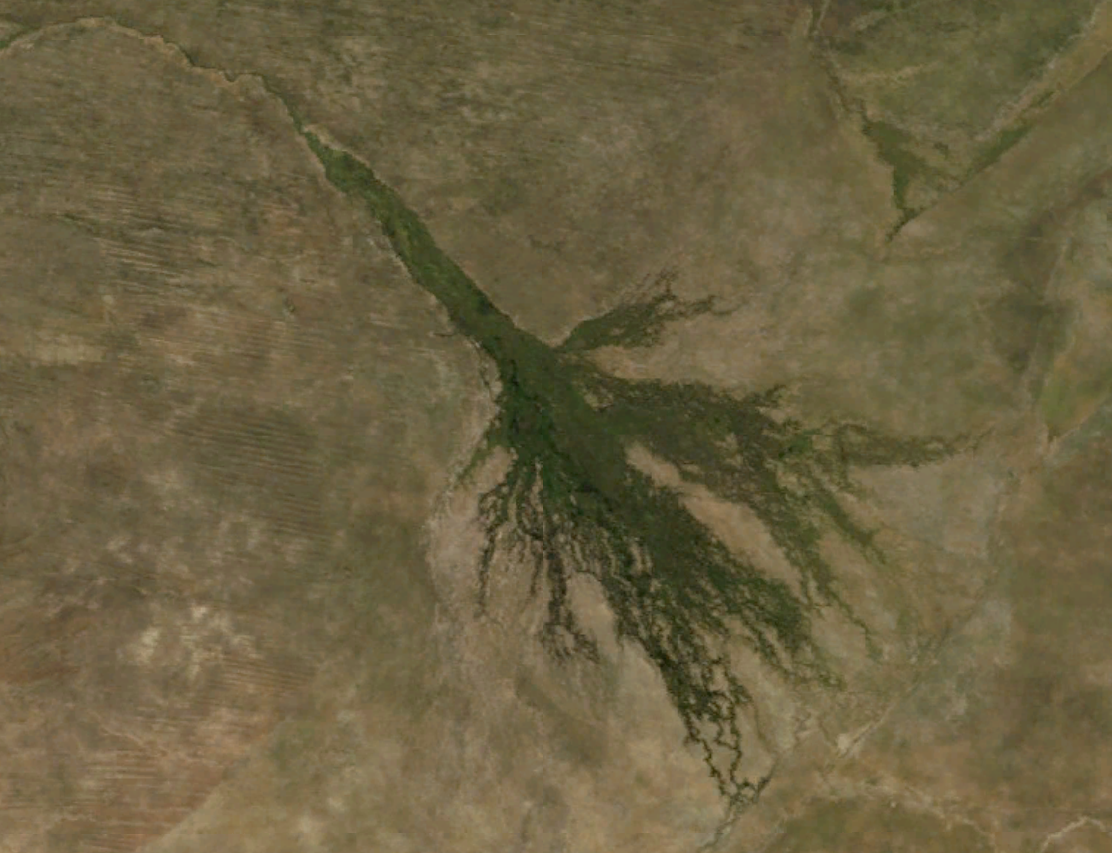
Image satellitaire du delta de l'Okavango.

### Filmographie
- Les fleuves du monde : Okavango, le fleuve animal, film de Luc Marescot, 2010, 43 min (diffusé sur Arte le 28 juillet 2010).
- Animaux & Cie (film d'animation).